# Clitoria linearis
Clitoria linearis är en ärtväxtart som beskrevs av François Gagnepain. Clitoria linearis ingår i släktet Clitoria, och familjen ärtväxter. Inga underarter finns listade i Catalogue of Life.